# Дюран (Нью-Мексико)
Дюран (англ. Duran) — переписна місцевість (CDP) в США, в окрузі Торренс штату Нью-Мексико. Населення — 44 особи (2020).

## Географія
Дюран розташований за координатами 34°27′49″ пн. ш. 105°22′51″ зх. д. / 34.46361° пн. ш. 105.38083° зх. д. (34.463621, -105.380715).  За даними Бюро перепису населення США в 2010 році переписна місцевість мала площу 12,15 км², уся площа — суходіл.

## Демографія
Згідно з переписом 2010 року, у переписній місцевості мешкало 35 осіб у 16 домогосподарствах у складі 9 родин. Густота населення становила 3 особи/км².  Було 38 помешкань (3/км²).
Расовий склад населення:
| - 88,6 % — білих |

До двох чи більше рас належало 11,4 %. Частка іспаномовних становила 42,9 % від усіх жителів.
За віковим діапазоном населення розподілялося таким чином: 17,1 % — особи молодші 18 років, 62,9 % — особи у віці 18—64 років, 20,0 % — особи у віці 65 років та старші. Медіана віку мешканця становила 54,5 року. На 100 осіб жіночої статі у переписній місцевості припадало 150,0 чоловіків;  на 100 жінок у віці від 18 років та старших — 123,1 чоловіків також старших 18 років.
За межею бідності перебувало 26,7 % осіб, у тому числі 0,0 % дітей у віці до 18 років та 100,0 % осіб у віці 65 років та старших.
Цивільне працевлаштоване населення становило 6 осіб. Основні галузі зайнятості: освіта, охорона здоров'я та соціальна допомога — 66,7 %, будівництво — 33,3 %.